# معاهدة كوروستاما

الشرق الأوسط في القرن الرابع عشر قبل الميلاد.

معاهدة كوروستاما هي اتفاقية من القرن الخامس عشر قبل الميلاد بين الإمبراطورية المصرية والإمبراطورية الحيثية. أجزاء من العقد محفوظة حتى الآن على ألواح مسمارية من خاتوشا كمصادر ثانوية، وأيضًا في قطعة عثر عليها من نسخة المعاهدة الأصلية. إنها أقدم معاهدة دولية تساوي بين الطرفين التي عثر على نصها. موقعو العقد المحتملين هم تودحليا الأول [الإنجليزية] على الجانب الحيثي وتحتمس الثالث أو أمنحتب الثاني على الجانب المصري. في المعاهدة نظم المصريون والحيثيون نتائج هجرة السكان من كوروستاما إلى أراضي مصرية. يبدو أن المعاهدة تضمنت أيضًا قواعد لنظام الحدود بين مصر والإمبراطورية الحيثية. نُفذت المعاهدة حتى هجوم الحيثيون على أمكا المصرية في نهاية عهد الأسرة المصرية الثامنة عشر نحو 1330 قبل الميلاد. على الأرجح كانت مدينة كوروستاما تقع في شمال أو شمال شرق الأناضول.